# Leimbach
Leimbach es una comuna suiza del cantón de Argovia, ubicada en el distrito de Kulm. Limita al norte con la comuna de Zetzwil, al este y sur con Reinach, y al oeste con Gontenschwil.

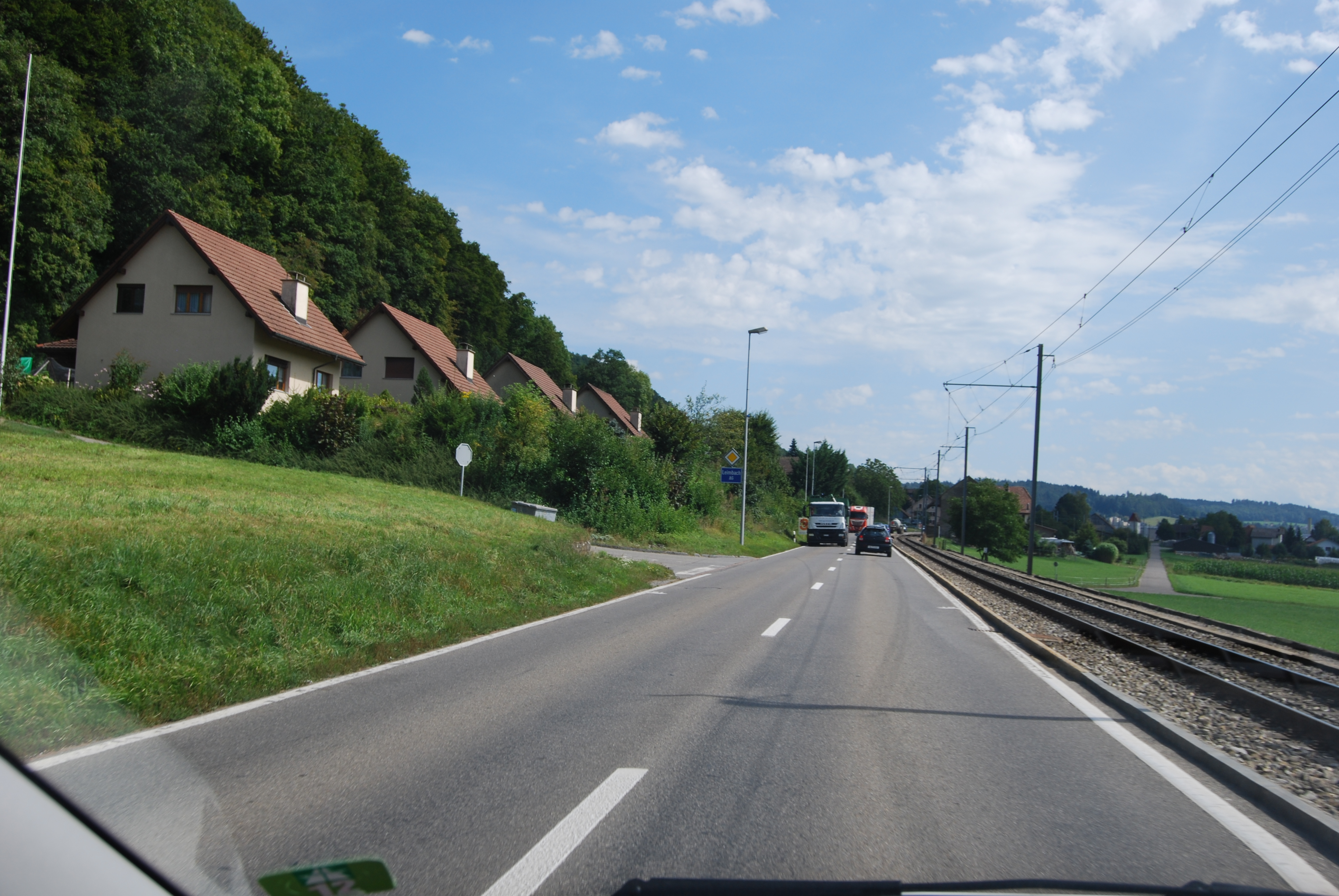
Leimbach